# 露德堂
露德堂位於重慶市璧山区正兴镇金堂湖畔，文物遺址年代為1890年，2009年12月15日列為第二批重慶市文物保護單位。

## 概述
露德堂由法国巴黎外方传教会传教士范若諾（Auguste-Louis Mann）修建，1899年动工，1902年建成，奉露德圣母为主保。教堂规模宏大，600平方米，整个建筑群面积4000多平方米，另有花园8000平方米。建筑风格中西合璧，颇为精美。对联为:“圣堂维新光荣真主，钟声远震唤醒迷途”。横幅为“信望爱德”。
1953年土地改革運動期間，露德堂被改为粮仓。1958年，改为正兴中学的教学场所。1989年归还教会，成为璧山城乡唯一幸存的教堂，保存完好。